# Alexander Paley
Alexander Paley (* 9. Januar 1956 in Chișinău, Sowjetunion) ist ein sowjetischer Pianist.

## Leben und Wirken
Alexander Paley begann im Alter von sechs Jahren mit dem Klavierspiel, mit 13 Jahren gab er sein erstes Konzert. Er gewann einen nationalen Musikpreis und studierte anschließend bei  Bella Davidowitsch und Vera Gornostayeva am Moskauer Konservatorium. Paley gewann zahlreiche internationale Wettbewerbe, er erhielt 1984 den ersten Preis beim Leipziger Bach-Wettbewerb und 1986 den Bösendorfer-Preis und den ersten Pancho-Vladigerov-Wettbewerb in Bulgarien.
1988 emigrierte er in die USA. Als Solist und Kammermusiker konzertiert er in Europa, Amerika und China. Er trat u. a. mit Künstlern wie Mstislaw Rostropowitsch, Boris Pergamenschikow, Bella Davidovich und Dmitri Sitkowetski auf und arbeitete mit bedeutenden Orchestern zusammen wie u. a. dem Gewandhausorchester, dem Concertgebouw-Orchester, dem Orchester des Bolschoi-Theaters, dem NDR Elbphilharmonie Orchester, dem Orchestre National de France und dem Los Angeles Philharmonic Orchestra sowie weiteren bekannten Sinfonie-Orchestern in den USA. Er konzertierte auch bei verschiedenen Musikfestivals und gründete ein eigenes Festival, das Alexander-Paley-Festival, das erstmals 2011 in Moldawien stattfand.
Sein Repertoire beinhaltet sowohl Werke der klassischen Konzertliteratur als auch Werke der Moderne. Dabei spielte er verschiedene Uraufführungen wie zum Beispiel Klavierkonzerte von Sheila Silver in der Carnegie Hall und von Jean-Louis Agobet mit der Straßburger Philharmonie.
Paley ist mit der Pianistin Peiwen Chen verheiratet.

## Diskografie (Auswahl)
- Weber: Piano Music, Vol. 1–4 (1994)
- Scriabin: Studies (Complete) (1997)
- Chopin: La Ci Darem Variationen (1999)
- Silber: Klavierkonzert / Sechs Präludien (2003)
- J. S. Bach: Goldberg-Variationen (1994)
- Chopin: Klaviersonate Nr. 3 / Balladen / Scherzos (2006)
- Balakirev: Komplette Klavierwerke (2009)
- Rubinstein: Klavierkonzerte Nr. 2 und 4 (2013)
- Tschaikowsky: Grande Sonate & The Seasons (2014)
- Rameau von Alexander Paley (2014)
- Rameau: Suite in E & Suite in Ré (2015)
- Medtner & Rachmaninov (2016)